# Алвије
Алвије (фр. Altviller) насеље је и општина у североисточној Француској у региону Лорена, у департману Мозел која припада префектури Форбаш.
По подацима из 2011. године у општини је живело 566 становника, а густина насељености је износила 116,7 становника/km². Општина се простире на површини од 4,85 km². Налази се на средњој надморској висини од 305 метара (максималној 310 m, а минималној 246 m).

## Демографија
| 1962. | 1968. | 1975. | 1982. | 1990. | 1999. | 2011. |
| ----- | ----- | ----- | ----- | ----- | ----- | ----- |
| 314   | 346   | 311   | 464   | 506   | 534   | 566   |

График промене броја становника у току последњих година